# Seth (Szlezwik-Holsztyn)
Seth – gmina w północnych Niemczech w kraju związkowym Szlezwik-Holsztyn, w powiecie Segeberg, wchodzi w skład urzędu Itzstedt. Według danych z 2008 r. liczyła ok. 1,9 tys. mieszkańców..